# Кубок Австрії з футболу 1930—1931
Кубок Австрії 1930/31 проводився по круговій схемі в один тур з 22 листопада 1930 по 1 березня 1931 року. У розіграші брали участь десять клубів елітного дивізіону віденської футбольної ліги. Всю турнірну дистанцію без поразок пройшов «Вінер АК», який і став переможцем.
В 45 іграх було забито 238 м'ячів (середня результативність — 5,29 гола за матч). Дві перемоги з найбільшим рахунком здобула «Адміра»: у матчі з «Ваккером» остаточний результат — 10:1 і «Вінер Шпорт-Клубом» — 9:1.
Трьом гравцям вдалося в одному матчі по чотири рази вразити ворота суперників. У вищезгаданому матчі з «Шпорт-Клубом» відзначився Антон Шалль, а його одноклубник і найкращий бомбардир турніру Леопольд Факко зробив «покер» у поєдинку з «Рапідом». Чотири голи у ворота «Флорідсдорфера» забив найрезультативніший гравець «Шпорт-Клуба» Франц Певний.
Карл Адамек виступав за «Вінер АК» та «Флорідсдорфер», і в складах обох команд відзначився забитими м'ячами.
На матчах кубка Австрії були присутні 92 500 шанувальників футболу (в середньому — 2 056 за гру). Найбільше вболівальників зібрав поєдинок між клубами «Адміра» і «Фірст Вієнна». Гра завершилася перемогою першої команди з рахунком 5:1, а на трибунах були присутні 8 000 чоловік.
| М  | Команда            | І | В | Н | П | РМ      | О  |
| -- | ------------------ | - | - | - | - | ------- | -- |
| 1  | «Вінер АК»         | 9 | 7 | 2 | 0 | 33 — 17 | 16 |
| 2  | «Аустрія»          | 9 | 7 | 1 | 1 | 28 — 11 | 15 |
| 3  | «Адміра»           | 9 | 6 | 0 | 3 | 42 — 14 | 12 |
| 4  | «Фірст Вієнна»     | 9 | 4 | 2 | 3 | 25 — 19 | 10 |
| 5  | «Вінер Шпорт-Клуб» | 9 | 4 | 1 | 4 | 24 — 35 | 9  |
| 6  | «Слован»           | 9 | 3 | 2 | 4 | 17 — 24 | 8  |
| 7  | «Рапід»            | 9 | 3 | 1 | 5 | 23 — 24 | 7  |
| 8  | «Ваккер»           | 9 | 2 | 1 | 6 | 20 — 36 | 5  |
| 9  | «Флорідсдорфер»    | 9 | 1 | 2 | 6 | 11 — 30 | 4  |
| 10 | «Нікольсон»        | 9 | 1 | 0 | 8 | 15 — 28 | 2  |

Бомбардири:
14 — Леопольд Факко («Адміра»)
12 — Антон Шалль («Адміра»)
10 — Гайнріх Мюллер, Гайнріх Гілтль (обидва — ВАК)
 8 — Маттіас Сінделар («Аустрія»), Франц Певний («Шпорт-Клуб»)
 7 — Вальтер Науш («Аустрія»)
 6 — Франц Веселік («Рапід»), Віктор Шпехтль («Аустрія»), Ігнац Зігль («Адміра»), Густав Тегель («Вієнна»)
 5 — Рудольф Фіртль («Аустрія»), Фрідріх Гшвайдль («Вієнна»), Рудольф Витлачил, Рудольф Кіс (обидва — «Слован»), Маттіас Кабурек («Рапід»), Йоганн Вальцгофер («Ваккер»), Рудольф Кубеш («Флорідсдорфер», ВАК)
 4 — Йоганн Хорват, Карл Цишек (обидва — «Ваккер»), Йоганн Дівіш («Слован»), Франц Шиллінг («Рапід»), Альберт Шпона («Шпорт-Клуб»), Франц Уриділ («Нікольсон»)
3 — Карл Штойбер, Вагнер VI («Адміра»), Фердинанд Весели («Рапід»), Йозеф Гассманн («Нікольсон»), Йозеф Адельбрехт, Йозеф Блум, Леопольд Марат («Вієнна»), Йозеф Пранц («Ваккер»), Карл Губер, Вільгельм Морокутті, Йозеф Вайсс (ВАК), Франц Келлінгер («Шпорт-Клуб»)
2 — Карл Гуменбергер, Адольф Фогль («Адміра»), Роберт Юранич, Франц Крейзер («Флорідсдорфер»), Йоганн Луеф («Рапід»), Рудольф Кеттнер («Нікольсон»), Ігнац Такс («Вієнна»), Карл Єстраб («Ваккер»), Карл Адамек (ВАК, «Флорідсдорфер»), Йоганн Айгнер, Йоганн Гельбенеггер («Шпорт-Клуб»)
1 — Йозеф Мольцер («Аустрія»), Антон Кай, Карл Цервенка, Йоганн Оренбергер, Маттіас Шиппек («Флорідсдорфер»), Йоганн Гоффманн, Віллібальд Кірбес, Йозеф Смістик («Рапід»), Леопольд Даніс, Карл Глоцманн, Отто Вацек, Георг Вайц, Франц Вайц («Нікольсон»), Йозеф Грабак, Йозеф Штробль, Франц Тіч («Слован»), Йозеф Ганке, Віллібальд Шмаус («Вієнна»), Йоганн Остерманн, Антон Вінднер («Ваккер»), Франц Думсер, Рудольф Ганель, Антон Пілльвайн, Фердинанд Шрайбер («Шпорт-Клуб»)
Склад переможців турніру:
| Воротар: Рудольф Гіден (9). Захисники: Йоганн Бехер (9), Карл Сеста (5), Франц Цізар (4). Півзахисники: Георг Браун (9), Антон Білек (9), Отто Яний (6), Карл Гаєр (4). Нападники: Гайнріх Мюллер (9.10), Гайнріх Гілтль (9.10), Карл Губер (9.3), Вільгельм Морокутті (7.3), Йозеф Вайсс (5.3), Рудольф Кубеш (3.3), Карл Адамек (2.1). Тренери: Макс Земанн, Карл Гаєр. |